# Ainsi soit je... (chanson)
Pour l’article homonyme, voir Ainsi soit je....
Singles de Mylène Farmer
Sans contrefaçon
(1987) Pourvu qu'elles soient douces
(1988)
Ainsi soit je... est une chanson de Mylène Farmer, sortie en single le 4 avril 1988.
Écrit par Mylène Farmer et composé par Laurent Boutonnat, ce titre est le deuxième extrait de son deuxième album, Ainsi soit je..., qui sort en même temps et qui vaudra à la chanteuse de remporter la Victoire de la musique de l'« Artiste féminine de l'année 1988 ».
Bien que cette chanson soit moins facile d'accès que les singles précédents, entre son texte mélancolique et ses arrangements symphoniques, Ainsi soit je... connaît le succès et demeure un des classiques de Mylène Farmer.
En 1997, Ainsi soit je... ressort en single, mais cette fois en version Live, en tant que second extrait de l'album Live à Bercy, qui retrace sa tournée de 1996.

## Contexte et écriture
Après avoir enchaîné deux gros succès (Libertine en 1986 et Tristana au printemps 1987), Mylène Farmer sort le single Sans contrefaçon en octobre 1987. À la même période, elle écrit Ainsi soit je..., un texte très personnel et mélancolique dont la première phrase (« Bulle de chagrin, boule d'incertitude ») est inspirée par la chanson Bulles de chagrin de Marie Marie.
Ainsi soit je... fait référence à la formule religieuse « Amen » (qui signifie « Ainsi soit-il »). Alors que l'orthographe correcte devrait être Ainsi sois-je, la chanteuse décide de l'écrire Ainsi soit je, personnifiant ainsi le pronom Je (tout comme le pronom Tu dans le refrain : « Ainsi soit Je, Ainsi soit Tu, Ainsi soit-Il [...] Ainsi soit ma vie, Tant pis. »).
Sans contrefaçon connaissant un énorme succès au cours de l'hiver 1987-1988, Mylène Farmer décide de changer complètement de registre pour le single suivant, en sortant Ainsi soit je... : ce titre, aux arrangements symphoniques composés par Laurent Boutonnat, devient ainsi la première ballade de Mylène Farmer à sortir en single.
Cette chanson donnera son nom au deuxième album de la chanteuse, Ainsi soit je..., qui paraît au même moment que le single.
Mylène Farmer déclarera donner beaucoup d'importance aux points de suspension présents à la fin du titre.

## Sortie et accueil critique
Le 45 tours sort le 4 avril 1988, deux semaines après la sortie de l'album du même nom, et propose une version raccourcie par rapport à la version présente sur l'album.
Édité sous les formats traditionnels (45 tours et Maxi 45 tours), il paraît également en Maxi CD et, pour la première fois, en CD-Vidéo (un tout nouveau format à l'époque).
Le single sortira également au Japon en Maxi CD, deux ans après les pays francophones.

### Critiques
- « Une magnifique ballade, douce et émouvante, où la voix fine et sensible de la rousse chanteuse flirte avec les plus hautes notes. » (Top 50)[6]
- « Une chanson à la saveur inaltérable. [...] Avec sa mélodie imparable, son texte beau, émouvant mais simple, et ses arrangements soignés, Ainsi soit je... va séduire toutes les oreilles. » (Graffiti)[7]
- « Mélange de profondeur et d'agressivité. Dans le genre, une réussite. » (Compact)[8]
- « Cette "prière grammaticale" est habillée d'une superbe mélodie en forme de requiem, simple et sophistiquée. »[9]
- « La voix, aigüe à l'extrême, contribue à lui donner une nostalgie lancinante. »[10]
- « Malgré son talent pour faire danser les foules, il est certain que Mylène est aussi faite pour s'épanouir dans l'émotion brute. »[11]

## Vidéo-clip

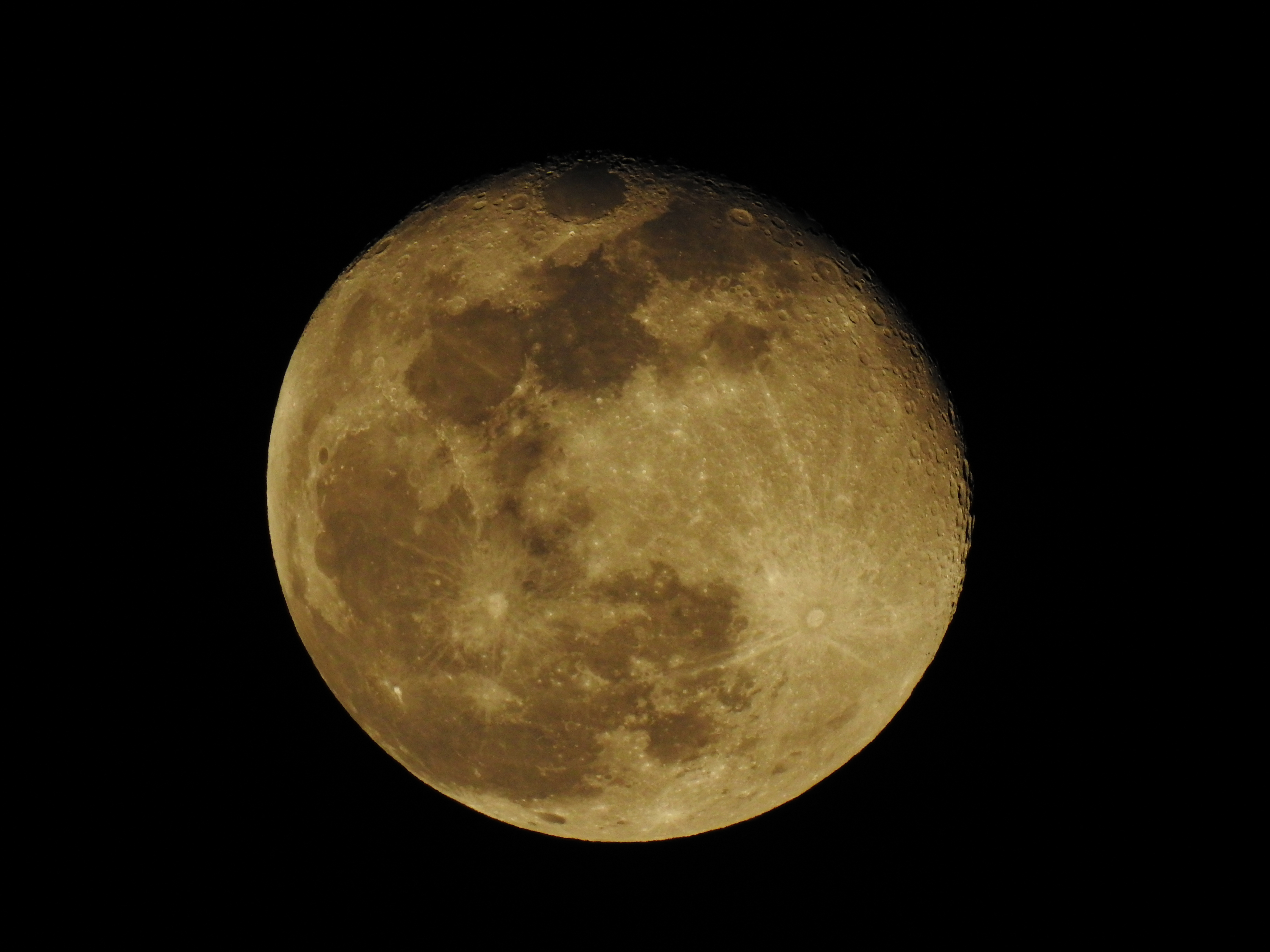
Le clip est tourné dans des tons sépia, sous un décor de clair de lune.

Bien qu'il soit toujours réalisé par Laurent Boutonnat et tourné en cinémascope, ce clip diffère complètement des clips précédents par sa simplicité.
Tourné en deux jours aux studios SETS de Stains dans des tons sépia, il dure 5 minutes et présente Mylène Farmer évoluant dans un paysage nocturne enneigé, faisant de la balançoire sous un clair de lune, entourée d'une biche et d'un hibou. 

Malgré sa sobriété, quelques scènes sont néanmoins marquantes, comme la noyade de la chanteuse ou encore sa nudité sous le clair de lune.
Alors que la biche évoque la fragilité, le hibou symbolise quant à lui la hauteur et la sagesse, de par notamment sa capacité à se diriger dans le noir (couleur représentant la mélancolie).
Le clip est un hommage au dessin animé Bambi de Walt Disney, un des films préférés de la chanteuse.

### Sortie et accueil

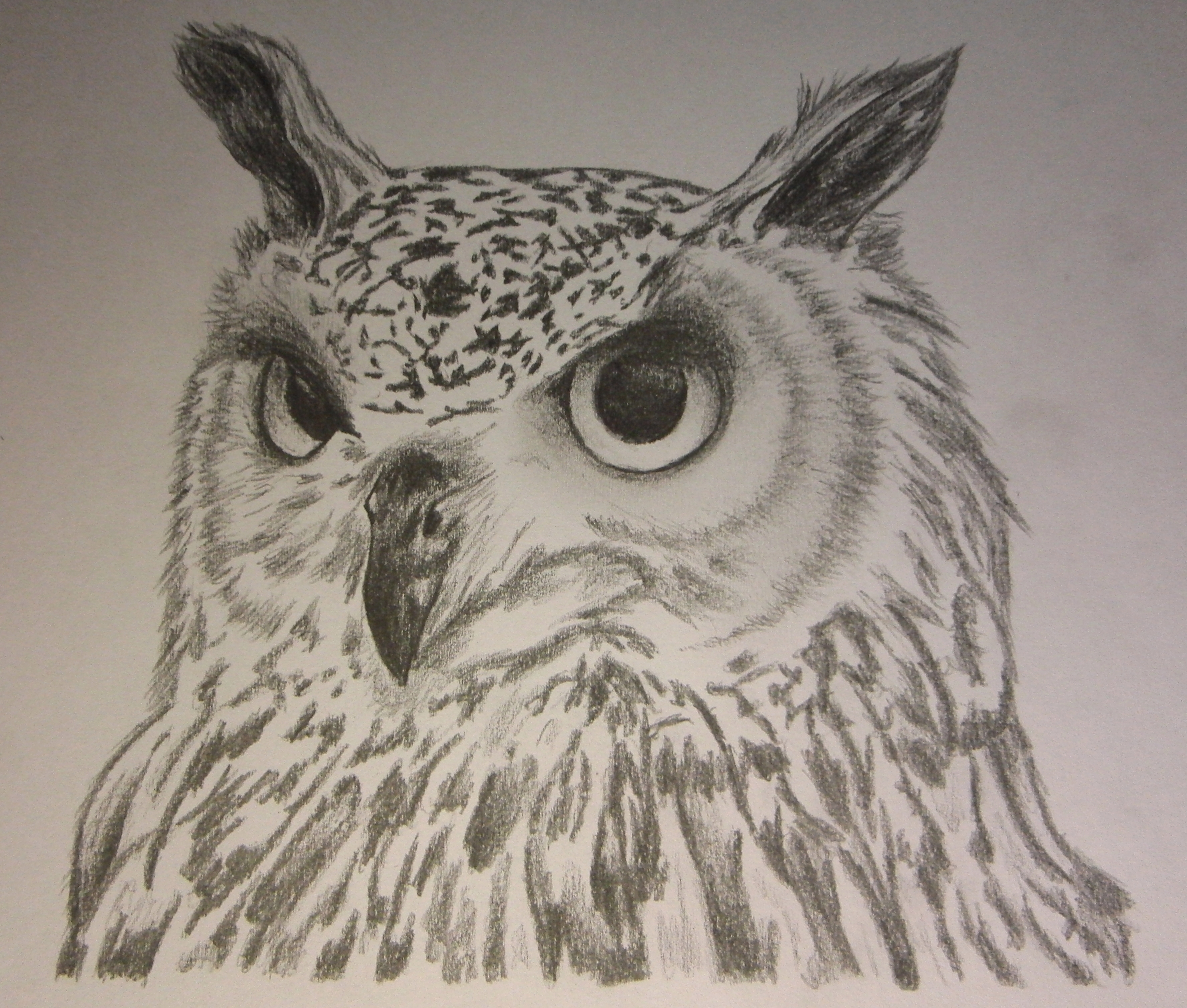
Le clip présente notamment un hibou, symbole de la sagesse.

Le clip est diffusé en avant-première le 22 mai 1988 dans l'émission Les Animaux du monde sur TF1.
La sobriété et l'esthétisme du clip sont salués par la critique :
- « Laurent Boutonnat a trouvé les images justes pour donner à la chanson son impact vidéo. Ainsi soit je... est un clip à la fois sobre et techniquement irréprochable. » (Top 50)[14]
- « Simplicité, sobriété et émotion sont au rendez-vous de ce clip. » (Nana)[15]
- « Le clip, très sobre, est superbe. » (Star passions)[16]
- « On entre dans un univers clos qui nous happe et nous retient dans ses images superbes, d'une délicatesse extrême. » (Compact)[17]
- « A l'inverse de ses autres clips, celui-là est simple et très romantique, à l'image de la chanteuse. » (Salut)[18]
- « Un clip éminemment symbolique. »[19]

## Promotion
Mylène Farmer interprète Ainsi soit je... pour la première fois à la télévision le 22 avril 1988 dans l'émission Les uns et les autres sur TF1.
Elle chantera le titre une dizaine de fois à la télévision, versant parfois quelques larmes, notamment dans les émissions très populaires Sacrée Soirée, La Une est à vous, Jacky Show ou encore Lahaye d'honneur.
Mylène Farmer interprètera de nouveau Ainsi soit je... quelques années plus tard, à trois reprises : en 1990 à la télévision suédoise afin de promouvoir l'album Ainsi soit je..., en septembre 1997 sur TF1 lors de la sortie en single de la version Live, et en avril 2010 sur France 2  pour la sortie du DVD Stade de France.

## Classements hebdomadaires
Bien qu'il soit moins facile d'accès que les singles précédents, entre son texte mélancolique et ses arrangements symphoniques, le titre connaît le succès et demeure un des classiques de Mylène Farmer. Il atteint la 12e place du Top 50 au printemps 1988, où il reste classé durant 14 semaines, et la 5e place des diffusions radios.
En 2018, Ainsi soit je... atteint la 5e place des ventes de singles en France à la suite de la réédition du Maxi 45 tours par Universal.
| Classement (1988)  | Meilleure position |
| ------------------ | ------------------ |
| France (Ventes)    | 12                 |
| France (Radios AM) | 5                  |
| France (Radios FM) | 6                  |
| France (Clubs)     | 17                 |
| Europe (Ventes)    | 43                 |
| Europe (Radios)    | 44                 |

| Classement (2018) | Meilleure position |
| ----------------- | ------------------ |
| France (Ventes)   | 5                  |

## Liste des supports
| A. | Ainsi soit je... (Version Single) | 4:30 |
| B. | Ainsi soit je... (Lamentations)   | 4:45 |

| A. | Ainsi soit je... (Maxi Remix)         | 7:10 |
| B. | Ainsi soit je... (Classic Bonus Beat) | 6:22 |

| 1. | Ainsi soit je... (Maxi Remix)         | 7:10 |
| 2. | Ainsi soit je... (Lamentations)       | 4:45 |
| 3. | Ainsi soit je... (Classic Bonus Beat) | 6:22 |

| 1. | Ainsi soit je... (Maxi Remix)         | 7:11 |
| 2. | Ainsi soit je... (Lamentations)       | 4:48 |
| 3. | Ainsi soit je... (Classic Bonus Beat) | 6:21 |
| 4. | Ainsi soit je... (Vidéo-clip)         | 5:30 |

## Crédits
- Paroles : Mylène Farmer
- Musique : Laurent Boutonnat
- Production, arrangements et réalisation : Laurent Boutonnat
- Prise de son et mixage : Thierry Rogen assisté de Philippe Colonna
- Enregistré et mixé au Studio Mega
- Claviers acoustiques et synthétiseurs : Laurent Boutonnat
- Programmations : Thierry Rogen et Frédéric Rousseau
- Guitares : Slim Pezin
- Éditions : Bertrand Le Page et Polygram Music[31]

## Interprétations en concert
Mylène Farmer a interprété plusieurs fois Ainsi soit je... lors de ses concerts, le plus souvent en piano-voix.
Dès sa première tournée en 1989, la chanteuse a du mal à contenir son émotion et termine souvent la chanson en larmes.

Lors de son Tour 1996, elle ajoute le titre pour la seconde partie de sa tournée. Cette version fait l'objet d'une sortie en single Live en 1997.
Absente du Mylénium Tour en 1999, Ainsi soit je... est chantée trois soirs sur les treize dates du spectacle Avant que l'ombre… À Bercy en 2006, Mylène Farmer alternant ce titre avec la chanson L'Autre....
Ainsi soit je... est de nouveau interprété lors du Tour 2009. Absent du spectacle Timeless 2013, il fait partie des titres de la résidence de la chanteuse à Paris La Défense Arena en 2019.

## Ainsi soit je (Live)
Singles de Mylène Farmer
La Poupée qui fait non (Live)
(1997) L'Âme-Stram-Gram
(1999)
Le 20 août 1997, Mylène Farmer ressort Ainsi soit je... en single, mais cette fois-ci dans une version piano-voix enregistrée en concert, en tant que second extrait de son album Live à Bercy qui retrace sa tournée de 1996.
À l'origine, la chanson ne faisait pas partie du Tour 1996 : celle-ci a été ajoutée lors de la seconde partie de la tournée.
En second titre du CD Single, figure la version Live de Et tournoie..., une chanson présente à la base sur l'album Anamorphosée sorti en 1995.

Pour la première fois de sa carrière, la chanteuse ne propose pas de remixes pour accompagner la sortie de l'un de ses singles.
L'album Live à Bercy restera classé pendant plus de quatre mois dans le Top 10 des meilleures ventes en France, et deviendra le record de l'album Live le plus vendu par une chanteuse française.

### Contexte
Alors qu'elle connaît un grand succès avec son album Anamorphosée, Mylène Farmer entame sa deuxième tournée au printemps 1996, se produisant notamment à Bercy.

Le 15 juin 1996, lors d'un concert à la Halle Tony-Garnier de Lyon, la chanteuse fait une grave chute : alors qu'elle est suspendue sur une plateforme rappelant la locomotive du clip de XXL, un danseur fait malencontreusement basculer la plateforme.
Mylène Farmer chute alors de plusieurs mètres de hauteur et souffrira d'une double fracture ouverte du poignet, ce qui entraînera un report des autres dates de la tournée.
Reprenant la deuxième partie de sa tournée en novembre 1996, Mylène Farmer décide d'ajouter le titre Ainsi soit je... à son tour de chant et invite Khaled à la rejoindre sur scène pour interpréter La Poupée qui fait non à l'Arena de Genève ainsi qu'à Bercy.
Après avoir choisi ce duo en guise de premier extrait de l'album Live à Bercy, qui paraît en mai 1997 et connaît un très grand succès, Mylène Farmer décide de sortir la version Live de Ainsi soit je... en tant que second extrait.

Elle l'interprètera en septembre 1997 dans l'émission Les enfants de la Une sur TF1, accompagnée par Yvan Cassar dans une version piano-voix.

### Vidéo-clip
Le clip correspond à l'interprétation du titre lors du concert du 12 décembre 1996 au Palais omnisports de Paris-Bercy.

### Classements hebdomadaires
La chanson atteint la 27e place des ventes en France et la 22e place en Wallonie.
L'album Live à Bercy, quant à lui, restera classé pendant plus de quatre mois dans le Top 10 des meilleures ventes en France, et deviendra le record de l'album Live le plus vendu par une chanteuse française.
| Classement (1997)   | Meilleure position |
| ------------------- | ------------------ |
| Belgique - Wallonie | 22                 |
| France              | 27                 |
| Europe              | 90                 |

### Liste des supports
| 1. | Ainsi soit je (Live)  | Mylène Farmer | Laurent Boutonnat | 4:39 |
| 2. | Et tournoie... (Live) | Mylène Farmer | Laurent Boutonnat | 4:30 |

En 2020, Universal édite un coffret Mylène Farmer - Singles Collection incluant ce single en format 45 tours.

### Crédits
- Paroles : Mylène Farmer
- Musique : Laurent Boutonnat
- Claviers et direction musicale : Yvan Cassar
- Prise de son : Thierry Rogen
- Mixage : Bertrand Châtenet, assisté d'Emmanuel Feyrabend[37]

## Albums et vidéos incluant le titre

### Albums de Mylène Farmer
| Année | Album            | Version                                                  | Durée               | Certifications de l'album  |
| 1988  | Ainsi soit je... | Version Album Instrumental (réédition 2024)              | 6:10 6:20           | Diamant · Or · Or          |
| 1989  | En concert       | Live 1989                                                | 7:42                | 2 × Or                     |
| 1992  | Dance Remixes    | Maxi Remix                                               | 7:10                | 2 × Or                     |
| 1997  | Live à Bercy     | Live 1996                                                | 4:38                | 3 × Platine · Or · Or      |
| 2001  | Les mots         | Version Single                                           | 4:45                | Diamant · 2 × Platine · Or |
| 2009  | N°5 on Tour      | Live 2009                                                | 4:18                | 2 × Platine · Or           |
| 2019  | Live 2019        | Live 2019                                                | 5:39                | Platine                    |
| 2020  | Histoires de     | Live 2009                                                | 4:19                | Platine                    |
| 2021  | Plus grandir     | Version Single Live 1996 Vidéo-clip Vidéo-clip Live 1996 | 4:30 4:39 5:23 5:04 | Platine                    |
| 2025  | 86-97            | Version Album                                            | 6:20                |                            |

### Vidéos de Mylène Farmer
| Année | Vidéo             | Version                                           | Durée     | Certifications de la vidéo            |
| 1988  | Les clips vol. II | Vidéo-clip                                        | 5:23      | 2 × Platine                           |
| 1990  | The Videos        | Vidéo-clip                                        | 5:23      | -                                     |
| 1990  | En concert        | Live 1989                                         | 7:42      | 2 × Platine (VHS) · 2 × Platine (DVD) |
| 1997  | Music Videos      | Vidéo-clip (VHS + DVD) Vidéo-clip Live 1996 (DVD) | 5:23 5:04 | 3 × Platine (VHS) · Diamant (DVD)     |
| 1997  | Live à Bercy      | Live 1996                                         | 5:00      | Diamant (VHS) · Diamant (DVD)         |
| 2010  | Stade de France   | Live 2009                                         | 6:09      | Diamant · Or                          |
| 2019  | Live 2019         | Live 2019                                         | 5:39      | Diamant                               |

### Compilations multi-artistes
| Année | Compilation | Version        | Durée | Certifications de l'album |
| 1988  | Polystar 8  | Version Single | 4:30  | Or                        |

## Reprises
La chanson est reprise en 2003 par Michal, finaliste de l'émission Star Academy 3. Sa reprise figurera sur l'album Les meilleurs moments du Prime.
Marie Laforêt avait prévu de reprendre Ainsi soit je... lors de ses concerts au Théâtre des Bouffes-Parisiens en 2005, mais a finalement renoncé, n'arrivant pas à trouver la juste interprétation.
En 2023, le titre est interprété par Aurélie Saada lors de l'Hyper Weekend Festival à la Maison de la Radio et de la Musique.